# Leroy Sanchez
Leroy Bejarano Sanchez, conocido como Leroy Sanchez (Abetxuko, Vitoria, 1 de septiembre de 1991) es un cantautor español afincado en Los Ángeles (Estados Unidos).

## Carrera
Sánchez aprendió a tocar la guitarra por su cuenta, y también toca el piano. A la edad de 15 años, Sánchez subió su primer cover a YouTube, y desde entonces sus vídeos han recibido más de 706 millones de visitas y más de 4,38 millones de suscriptores, lleva más de 15 años en YouTube. En 2010, Sánchez conoció al productor Jim Jonsin, quien lo llevó a Miami.
En 2014 y 2015 publicó dos sencillos: «Little Dancer» y «By my Side».
Es un artista independiente, no pertenece a ninguna compañía discográfica, y únicamente tiene un contrato editorial con Warner Chappell Music y Warner Chappell Music Latin. 
En 2017 publicó su debut EP llamado Elevated. Ese año hizo dos giras mundiales, la primera "Man of the year" fue de enero a marzo y la segunda "Elevated" de septiembre a octubre. También en ese año sacó «It ain't Christmas without you».
Y además ha estado nominado a los Premios Juventud en 2016 y a Teen Choice Award, tanto al de Mejor Estrella de Internet, en 2017 y en 2016 al de "De Cover a Cover".
En 2018 lanzó la canción «Preacher». «Él no soy yo», compuesta por Leroy e interpretada por Blas Cantó llegó a ser en 2018 número 1 de la lista de Los 40 Principales.
En 2020, sacó su primer sencillo en español titulado «Miedo» que también tiene versión acústica oficial. La primera versión de la canción sonó en la radio de los 40 principales. 
El 13 de noviembre de 2020 sacó un EP de canciones navideñas llamado The Greatest Gift.
Leroy Sanchez con Blas Cantó, Dangelo y Dan Hammond compuso «Voy a quedarme» canción que representó a España en el Festival de la Canción de Eurovisión 2021 cantada por Blas Cantó. El tema tiene una adaptación al inglés, «I'll Stay», realizada por el propio Leroy, quien además publicó en YouTube y plataformas digitales sus dos versiones de ambas canciones. También compone para otros artistas de múltiples países, y entre los más de 40 cantantes que han interpretado canciones en las que él firma como compositor destacan Machine Gun Kelly, Malú, Antonio José, Alex Ubago, Lali Espósito, Leo Rizzi o Pitbull.
El 24 de septiembre de 2021 publicó una canción muy rítmica titulada «Out my way» y unas semanas después publicó «Proud» en las que cuenta su historia. El día 19 de noviembre de 2021 publicó un EP titulado Standby con cinco canciones: «Out my way», «Proud», «River lie», «Save this love» y «Stay for a while». El 29 de abril el EP ha visto la luz la luz también en español, incluyendo la adaptación al español de otras dos canciones: «Till Death Do Us Part» y el clásico «Unchained Melody» de los Righteous Brothers, bajo los títulos de «Por Siempre Jamás» y «Melodía Desencadenada», convirtiendo así el EP en un álbum con 14 canciones. Y durante mayo y junio realizó una gira mundial con conciertos en Nueva York, Madrid, Londres, Hamburgo y Los Ángeles.
Es uno de los compositores de «SloMo», canción que representó a España en Festival de la Canción de Eurovisión 2022 intrpretada por Chanel Terrero.
En noviembre de 2022 Leroy entra a formar parte del listado de los denominados chicos Disney al componer e interpretar "Una Señal", canción original que forma parte del soundtrack de la película de Disney "Mundo Extraño", estrenada el 25 de noviembre.
El 4 de abril de 2025 publicó el que es su primer álbum de larga duración, formado por doce canciones en inglés bajo el título de "Sorry For The Chaos". Publicado de forma independiente, Leroy tiene créditos como letrista, compositor y productor de todas las canciones junto a muchos compañeros de la industria.  Fueron singles del álbum previos al lanzamiento del mismo las canciones Nuclear y Fallin' que también cuentan con versiones acústicas.

## Discografía
- STANDBY (2022)
- Sorry For The Chaos (2025)